# Tatiana (Auerbach)
Tatiana est un ballet en deux actes de la compositrice Lera Auerbach, écrit en 2013-2014.

## Contexte et création
L'œuvre s'inspire du Eugène Onéguine d'Alexandre Pouchkine. C'est une commande concertée du Ballet de Hambourg, de l'Opéra d'État de Hambourg, du Moscow State Stanislavsky et du Théâtre musical Nemirovich-Danchenko.
L'œuvre est créée le 29 juin 2014 à Hambourg avec Hélène Bouchet dans le rôle titre, Edvin Revazov (ru) dans celui d'Eugène Onéguine, Leslie Heylmann dans le rôle d'Olga Larina, Alexander Trusch dans celui de Vladimir Lensky et Carsten Jung (it) dans le rôle du Prince.